# خوان سيلفا
خوان سيلفا (بالإسبانية: Juan Silva) (30 أغسطس 1948 في الأوروغواي - ) هو لاعب كرة قدم أوروغواني في مركز الهجوم، شارك في كأس العالم 1974. وشارك مع منتخب الأوروغواي لكرة القدم. أما مع النوادي، فقد لعب مع إنديبندينتي ميديلين وبنيارول وريفر بليت ونادي إيميلك ونادي الجامعة الكاثوليكية (الإكوادور).

## روابط خارجية
- خوان سيلفا على موقع قاعدة بيانات كرة القدم.إي يو (الإنجليزية)
- خوان سيلفا على موقع ناشيونال فوتبول تيمز (الإنجليزية)